# Kontrolní číslice
Kontrolní číslice je číslice, která zabezpečuje kontrolu správnosti zadání nějakého číselného identifikátoru, který jednoznačně identifikuje určitý objekt (osobu, číslo účtu, knihu apod.). Umožňuje automatickou kontrolu platnosti identifikátoru a slouží jako ochrana proti chybnému zadání čísla (např. z důvodu překlepu).
Kontrolní číslice je sestavena tak, že se jedná o výsledek nějakého výpočtu, ve kterém se jako vstupní hodnoty použijí všechny zbývající číslice identifikátoru. Používají se různé algoritmy, ve kterých se nejčastěji využívají znalosti z oblasti dělitelnosti čísel.

## Příklady užití
- Rodné číslo
- Identifikační číslo osoby
- IBAN (číslo bankovního účtu)
- Číslo kreditní karty
- Čárový kód
- ISBN
- ISSN
- Označování železničních vozidel
- Registrační číslo CAS